# آمونیوم کلرید
آمونیوم کلرید یا نوشادُر ( نُشادر)  با فرمول شیمیایی NH4Cl یک ترکیب غیر آلی است. نمک سفید بلوری با قابلیت بالای حل شدن در آب، محلول آمونیوم کلرید یک اسید ملایم است. فرم طبیعی و معدنی آن سال آمونیاک نام دارد. نوع معدنی آن از سوزاندن ناکامل زغال سنگ تراکم گازهای مشتق از آن و همچنین از برخی از آتشفشان‌ها بدست می‌آید. این محصول حاصل واکنش هیدروکلریک اسید و آمونیاک است. 
بیشترین کاربرد نشادر در تولید کود های شیمیایی حاوی نیتروژن است. دیگر کاربرد نشادر در تولید دود سفید می‌باشد. همچنین در صنعت نساجی و چرم در رنگرزی استفاده می‌شود. آمونیوم کلرید در آتش‌بازی در سده ۱۸ مورد استفاده قرار گرفت اما توسط مواد شیمیایی امن تر و کمتر جاذب رطوبت جایگزین شد. هدف خود را برای ارائه یک اهدا کننده کلر به منظور افزایش رنگ‌های سبز و آبی از یونهای مس در شعله آتش بود. در چندین کشور، کلرید آمونیوم به عنوان افزودنی غذایی تحت شماره  E510، معمولا به عنوان یک ماده غذایی مخمر در نانوایی استفاده می شود. این مکمل خوراک برای دام‌ها و یک عنصر در رسانه و تغذیه مخمرها و بسیاری از میکروارگانیسم‌ها است. نشادر باتری کرید به عنوان الکترولیت در باتری روی کربن استفاده می‌شود. سایر کاربردها عبارتند از در شامپو مو، و در محصولات تمیز کننده. در شامپو مو، آن را به عنوان یک عامل ضخیم در سیستم های سورفاکتانت بر مبنای آمونیوم مانند آمونیوم لوریل استفاده می‌شود.

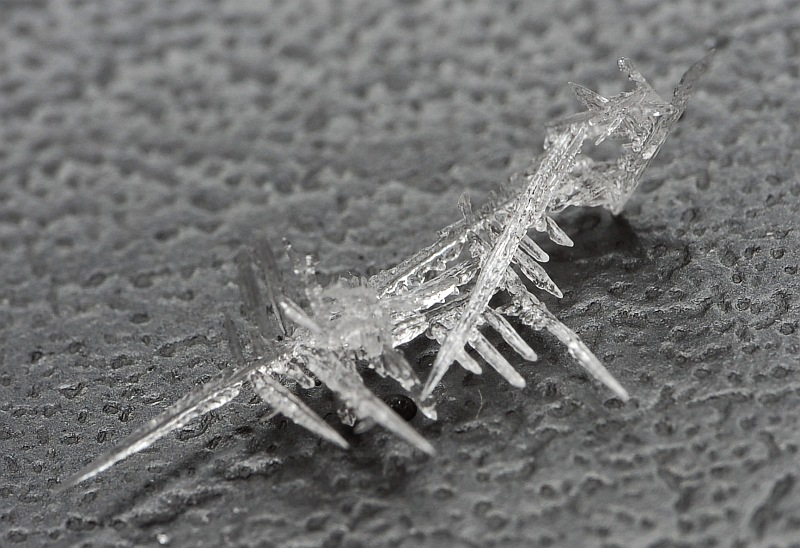
کریستال آمونیوم کلرید